# Karlstad (Svezia)
Karlstad è una città svedese di 61 492 abitanti. È la località principale, nonché sede delle istituzioni comunali, del comune omonimo (89 945 abitanti). La città, nota nel mondo anche per l'Uddeholm Swedish Rally (gara del Campionato mondiale rally) è inoltre capoluogo della contea di Värmland.

## Geografia fisica
Karlstad è situata nella Svezia meridionale e precisamente sul delta del fiume Klarälven, il più lungo della Svezia, che sbocca nel lago Vänern, anch'esso il più ampio tra i bacini lacustri del Paese scandinavo.
Dista circa 300 km da Stoccolma e circa 100 km dal confine norvegese.

## Storia
Karlstad fu fondata nel 1584 da Carlo IX di Svezia da cui prende anche il nome, letteralmente Karlstad significa Città di Carlo. Ai tempi della sua fondazione poteva contare su circa 45 abitazioni.
Lo stesso Carlo, che al tempo della fondazione era ancora duca, affidò a tale centro il rango di sede governativa della regione nonché un controllo giurisdizionale su un territorio piuttosto vasto. Nello stesso periodo costruì la sua residenza nel territorio cittadino, questa fu poi denominata "Kungsgården" (Il giardino del Re). La cattedrale di Karlstad fu eretta nel medesimo luogo tra il 1724 ed il 1730.

## Monumenti e luoghi d'interesse
- Cattedrale di Karlstad realizzata nel 1730 in stile barocco, a pianta a croce greca. La chiesa è sede della diocesi di Karlstad.

## Media
A Karlstad viene pubblicato dal 1879 il Karlstads-Tidningen, quotidiano di orientamento liberale.

## Istruzione
L'Università di Karlstad (in svedese: Karlstads universitet) è stata fondata nel 1977 e ha ottenuto lo status di università nel 1999; originariamente era una sede distaccata dell'Università di Göteborg.

## Amministrazione

### Gemellaggi
Karlstad è gemellata con:
- Moss
- Horsens
- Nokia
- Blönduós
- Jõgeva